# Hans-Joachim Lope
Hans-Joachim Lope (* 19. April 1939 in Wuppertal) ist ein deutscher Romanist.

## Leben
Lope studierte von 1960 bis 1964 in Köln und in Aix-en-Provence. Er absolvierte 1964 sein 1. Staatsexamen in Köln in den Fächern Französisch und Geschichte und promovierte dort am 22. Juni 1967. Anschließend wurde er als wissenschaftlicher Assistent an der RWTH Aachen eingestellt. Nach der Habilitation im Jahr 1973 für Romanische Philologie an der RWTH wurde er dort als C3-Professor für französische und spanische Literaturwissenschaft übernommen. Im Jahr 1974 wurde Lope als C4-Professor an der Philipps-Universität Marburg berufen und trat 2003 in den Ruhestand.
Für seine Leistungen wurde Lope 1987 mit dem Ordre des Palmes Académiques in der Klasse Chevalier geehrt. Lope ist Mitglied im Instituto Feijoo de Estudios del Siglo XVIII der Universität Oviedo und Mitherausgeber mehrerer spanischer Zeitschriften.

## Schriften (Auswahl)
- Die „Cartas marruecas“ von José Cadalso. Eine Untersuchung zur spanischen Literatur des XVIII. Jahrhunderts. Frankfurt am Main 1973, OCLC 727243.
- Französische Literaturgeschichte. Heidelberg 1990, ISBN 3-494-02176-7.
- Karl der Kühne als literarische Gestalt. Ein themengeschichtlicher Versuch mit besonderer Berücksichtigung der französischsprachigen Literatur Belgiens im europäischen Kontext. Frankfurt am Main 1995, ISBN 3-631-40334-8.
- Voltaire. Aufklärer, Literat, Europäer. Vortrag im Café Vetter in Marburg am 27. Februar 2011. Marburg 2013, ISBN 978-3-943556-28-5.